# Кенжебайсамай
Кенжебайсамай (каз. Кенжебайсамай) — село в Жанааркинском районе Карагандинской области Казахстана. Входит в состав Тогускенского сельского округа. Код КАТО — 354465300.

## Население
В 1999 году население села составляло 400 человек (205 мужчин и 195 женщин). По данным переписи 2009 года, в селе проживало 316 человек (177 мужчин и 139 женщин).